# Jim Bannon
Jim Bannon (Kansas City, Misuri, 9 de abril de 1911-Ventura, California, 28 de julio de 1984) fue un actor estadounidense. 

## Resumen biográfico
Nacido en Kansas City (Misuri), trabajó en la radio y en Hollywood, rodando westerns en las décadas de 1940 y 1950. Destacó por su interpretación del personaje Red Ryder en varias películas entre 1949 y 1950. De su filmografía cabe reseñar el film The Man from Colorado (1948). 
Además, Jim Bannon interpretó al tío de Ricky en la serie televisiva The Adventures of Champion, emitida en 1955 y 1956.
Jim Bannon fue el primer esposo de la actriz Bea Benaderet. Tuvieron dos hijos, y uno de ellos, Jack Bannon, fue un actor que trabajó de manera regular en la serie televisiva Lou Grant, interpretada por Edward Asner. El matrimonio se divorció en 1950. Posteriormente se casó con Barbara Cork, de la que se divorció en 1981.
Bannon falleció en Ventura (California) en 1984.
Escribió una autobiografía titulada "The Son that rose in the West".